# Axwell och Ingrosso
Axwell och Ingrosso (stiliserat som Axwell Λ Ingrosso) är en svensk musikgrupp, bestående av Swedish House Mafia-medlemmarna Axwell och Sebastian Ingrosso. Gruppens första framträdande ägde rum vid Governors Ball Music Festival i New York i juni 2014. 

## Historik

### Starten i Swedish House Mafia
Swedish House Mafia var en svensk houseproducent- och DJ-grupp som bestod av Axwell, Sebastian Ingrosso och Steve Angello. Gruppen bildades i slutet av 2008. Gruppen placerades på nummer tio på DJ Magazine Top 100 DJ Poll 2011. I DJ Magazine Top 100 Poll 2012 var de rankade som nummer tolv. 24 mars 2013 avslutade gruppen sin verksamhet efter sin sista spelning vid Ultra Miami under "One Last Tour".

### 2014–nutid
Ingrosso bildade gruppen Axwell ∧ Ingrosso 2014. Under juni samma år uppmärksammades bandet bland New York-bor när de för att marknadsföra sig började placera ledtrådar om sin nya musik på olika platser i staden.
Deras första framträdande var 8 juni 2014 vid Governors Ball Music Festival i New York. Framträdande utsågs till en av de "15 Hot Governors Ball Moments" samt en av de "Top 10 bästa föreställningarna" på Hot Governors Ball av  Billboard. De uppträdde också vid V Festival 2014 samt gjorde sin första sverigespelning på Bråvalla festival samma år.
Under 2014 turnerade man även i Indien, där gruppen bland annat spelade på Sunburn Arena. 
Den 5 november 2014 släppte de deras första singel som Axwell ∧ Ingrosso, "Can't Hold Us Down". 27 november 2014 släpptes den andra singeln, "Something New".
6 februari 2015 släpptes tre nya videotrailers : "Something New", "Can't Hold Us Down" och "On My Way". Fyra dagar senare lanserades videon till "Something New".
12 mars 2015 släpptes gruppens nästa singel, "On My Way", där Salem Al Fakir och Vincent Pontare medverkade. Samma dag släpptes även musikvideon till låten. Lanseringen följdes dagen efter av videon till "Can't Hold Us Down", som fortsatte berättelsen från videon till "On My Way".
"Sun Is Shining" släpptes den 12 juni 2015 och skrevs tillsammans med Salem Al Fakir och Vincent Pontare som även sjunger. Gruppen meddelade den 14 mars 2016 på sin Facebook-sida att låten blivit lyssnad på över 100 miljoner gånger på Spotify.

## Diskografi

### Singlar
| År Y | Titel                              | Position på topplistan P | Position på topplistan P | Position på topplistan P | Position på topplistan P | Position på topplistan P | Position på topplistan P | Position på topplistan P | Position på topplistan P | Album              |
| År Y | Titel                              | SWE                      | BEL                      | FRA                      | JPN                      | NED                      | SPA                      | UK                       | US Dance                 | Album              |
| ---- | ---------------------------------- | ------------------------ | ------------------------ | ------------------------ | ------------------------ | ------------------------ | ------------------------ | ------------------------ | ------------------------ | ------------------ |
| 2014 | "Can't Hold Us Down"               | —                        | —                        | —                        | —                        | —                        | —                        | —                        | 31                       | More Than You Know |
| 2014 | "Something New"                    | 20                       | 13                       | 56                       | 57                       | —                        | 43                       | 22                       | 14                       | More Than You Know |
| 2015 | "On My Way"                        | 18                       | 60                       | —                        | —                        | 82                       | —                        | 100                      | 4                        | More Than You Know |
| 2015 | "Sun Is Shining"                   | 1                        | 8                        | 31                       | —                        | 8                        | 48                       | 56                       | 19                       | More Than You Know |
| 2015 | "This Time"                        | 73                       | 26                       | —                        | —                        | —                        | —                        | —                        | —                        | More Than You Know |
| 2016 | "Dream Bigger"                     | —                        | —                        | —                        | —                        | —                        | —                        | —                        | —                        | More Than You Know |
| 2016 | "Thinking About You"               | 64                       | —                        | —                        | —                        | —                        | —                        | —                        | —                        | More Than You Know |
| 2017 | "I Love You" (featuring Kid Ink)   | 10                       | —                        | —                        | —                        | 56                       | —                        | 72                       | —                        | More Than You Know |
| 2017 | "Renegade"                         | —                        | —                        | —                        | —                        | —                        | —                        | —                        | —                        | More Than You Know |
| 2017 | "More Than You Know"               | 2                        | 4                        | 46                       | —                        | 14                       | 38                       | 30                       | 13                       | More Than You Know |
| 2017 | "Dreamer"                          | 17                       | 2                        | —                        | —                        | 38                       | —                        | —                        | —                        | More Than You Know |
| 2018 | "Dancing Alone" (featuring RØMANS) | —                        | —                        | —                        | —                        | —                        | —                        | —                        | —                        | i.u.               |
|      |                                    |                          |                          |                          |                          |                          |                          |                          |                          |                    |

### Andra låtar
| År   | Titel                                            | Album |
| ---- | ------------------------------------------------ | ----- |
| 2014 | "We Come, We Rave, We Love" (Gratis nedladdning) |       |

### Tidigare samarbeten
| År Y | Titel                                                                                   | Album               |
| ---- | --------------------------------------------------------------------------------------- | ------------------- |
| 2005 | "Together" (Axwell & Sebastian Ingrosso)                                                | i.u.                |
| 2007 | "It's True" (Axwell & Sebastian Ingrosso vs. Salem Al Fakir)                            | i.u.                |
| 2007 | "Get Dumb" (Axwell \| Angello \| Ingrosso \| Laidback Luke)                             | i.u.                |
| 2009 | "Leave the World Behind" (Axwell, Ingrosso, Angello, Laidback Luke) (feat. Deborah Cox) | i.u.                |
| 2013 | "Roar" (Axwell & Sebastian Ingrosso)                                                    | Monsters University |